# یانگ مانی: ظهور یک امپراتوری
یانگ مانی: ظهور یک امپراتوری (انگلیسی: Young Money: Rise of an Empire) دومین آلبوم گردآوری‌شده از ناشر موسیقی آمریکایی یانگ مانی انترتینمنت است. آلبوم در ۱۱ مارس ۲۰۱۴ توسط یانگ مانی انترتینمنت، کش مانی رکوردز و ریپابلیک رکوردز منتشر شد.
این آلبوم با حضور هنرمندان موسیقی یانگ مانی مانند لیل وین، دریک، نیکی میناژ، تایگا، کریستینا میلان و مک مین ضبط شده‌است.